# 牙箏

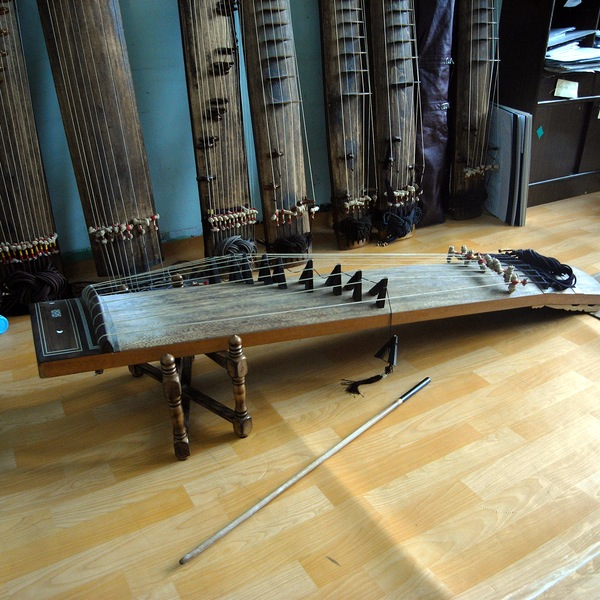
正樂牙箏

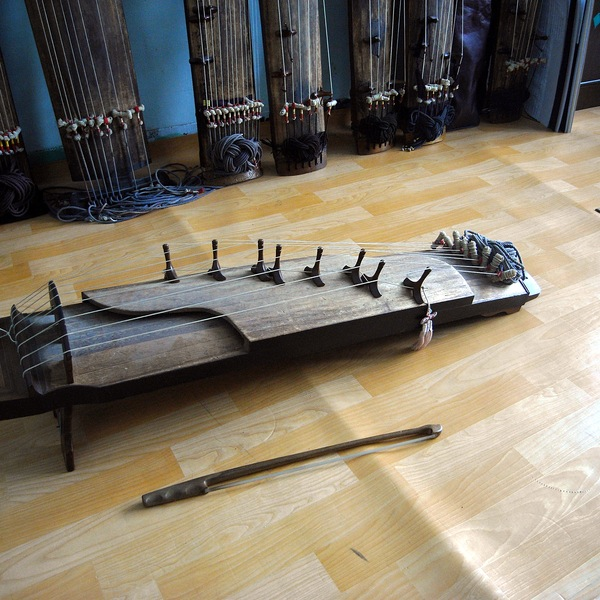
散調牙箏

牙箏（ajaeng）是朝鮮民族的傳統弓拉弦鳴樂器，由中國軋箏演變而來，甚至可以说，其原型就是中国唐朝所用的轧筝，一是使用于唐部乐当中，后经本土化的改良后，成为“乡部乐”当中重要的演出乐器。
牙筝可以根据规格的不同分为大、中、小三种，演奏者多为女性，采用坐姿进行演奏，左手按琴弦，右手把持涂有松脂的细木棒摩擦琴弦使其发声，有时也会使用弓子进行演奏，具体根据乐曲需要而定。
它和朝鲜的特色拨弦乐器伽倻琴一样，因为演奏的音乐多是他们当地的民间音乐，因此极为强调颤音的使用。
由連翹木製成，箏弦下輔以弦柱。最初版的叫做正樂牙箏，有七根弦，專供宮廷樂舞之用。而後傳入民間，發展成為散調牙箏，有多達八根弦。
彈奏時樂者跪坐於地，彈奏出低沉的、類似於大提琴的音色和音調。

## 外部連結
- 樂器牙箏
- https://web.archive.org/web/20060210050533/http://www.ajaeng.org/